# 黄金の小屋根

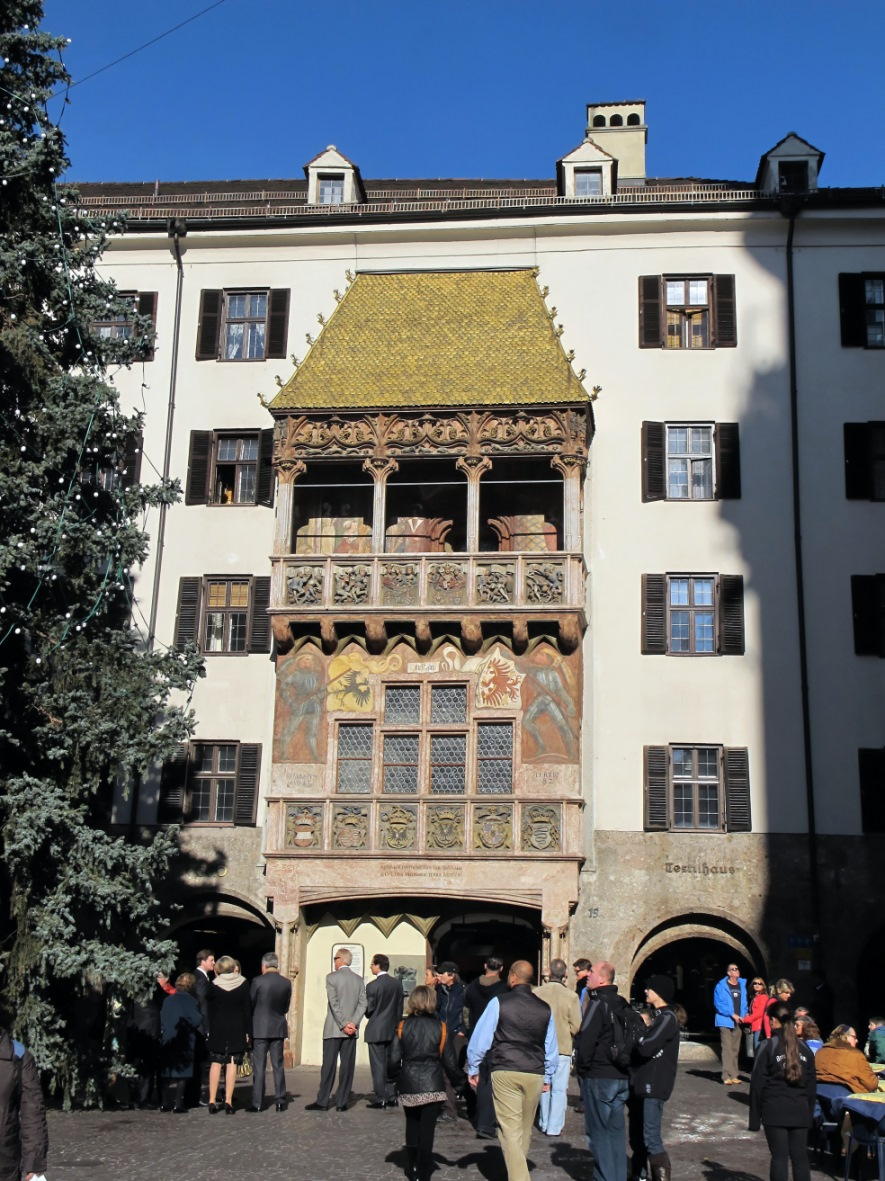
黄金の小屋根

黄金の小屋根（おうごんのこやね、ドイツ語: Goldenes Dachl）は、オーストリア共和国チロル州インスブルックの旧市街（ドイツ語: Altstadt）にあるランドマークとなる建築物。インスブルック市内で最も著名なシンボルとされる。1500年に完成したこの屋根は、2,657枚の金箔を貼った銅製のタイルでできており、神聖ローマ皇帝 マクシミリアン1世がビアンカ・マリア・スフォルツァと結婚したことを記念したものである。皇帝と皇妃は下の広場で開かれる祭りやトーナメント、その他催しを黄金の小屋根のバルコニーから眺めた。

## 概説
黄金の小屋根がある建物は5階建てで、全体的にゴシック様式である。すべての出窓は、レリーフが彫刻されるか壁画によって装飾されている。1階の高欄のうち8つは紋章が刻まれ、6つは広場に面し、マクシミリアンの版図を示すパネルを備える。上述の紋章はイェルグ・ケルダラーが1500年に描いたフレスコ画であり、神聖ローマ帝国とチロルの紋章旗を持つ2人の騎士を表す。
2階の高欄のうち、8つはレリーフが刻まれ、6つは広場に面し、2つはマクシミリアンの生活と関連付けられるさまざまな絵が描かれたパネルを備える。2つの中央のレリーフはマクシミリアン1世を示す。うち左の方のレリーフには皇帝と、もう1人の妻であるビアンカがリンゴを持っている姿を左側に、最初の妻であるマリー・ド・ブルゴーニュを右側に描いている。右の方のレリーフには宮廷道化師と宰相を示す。隣接するレリーフはムーア人のダンサーによる当時一般的で人気のあった催事であった「アクロバティックでグロテスクな踊り」を表現する。これらの外側のレリーフの中にある踊りはアンダルシア人起源のものである。
ロッジアの内側を飾るフレスコ画もイェルグ・ケルダラーによって描かれ、当時の貴族の生活の場面を示している。すべての装飾は当時のものを忠実に再現したレプリカである。元のレリーフはフェルディナンデウムの名で知られるチロル州立博物館に展示されている。

## 歴史
黄金の小屋根のある建物はフリードリヒ4世が15世紀初期にチロル伯の居所として建設された。マクシミリアン1世は1493年、ビアンカとの結婚の際にインスブルック裁判所を建設したニコラウス・トゥーリング（Nikolaus Turing）にロッジアの設置を依頼した。トゥーリングは黄金の小屋根を設計し、2,657枚の金箔を貼った銅葺きで建設した張本人である。1500年に完成した。
黄金の小屋根は旧市街の中央広場で行われる祭りやトーナメント、各種催しを皇帝やその側近らが座って観覧できるように設計された。黄金の小屋根はビアンカとの結婚を記念して建設されたものであるが、最初の結婚によって獲得した同盟国との関係を保つため、マリーを描き、マクシミリアン1世をビアンカとマリーの中間に描いた。
2003年1月より黄金の小屋根の建物にはアルプス条約の事務所が入っている。同条約はヨーロッパアルプスの8か国が持続可能な開発のために結束したものである。ほかに博物館・マクシミリアヌムやインスブルック市公文書館もある。

## 行事
クリスマス前、４週間の待降節の期間には、黄金の小屋根の前で大きなクリスマスツリーが立てられ、クリスマスマーケットが開かれる。バルコニーでは、音楽が演奏される。

## ギャラリー

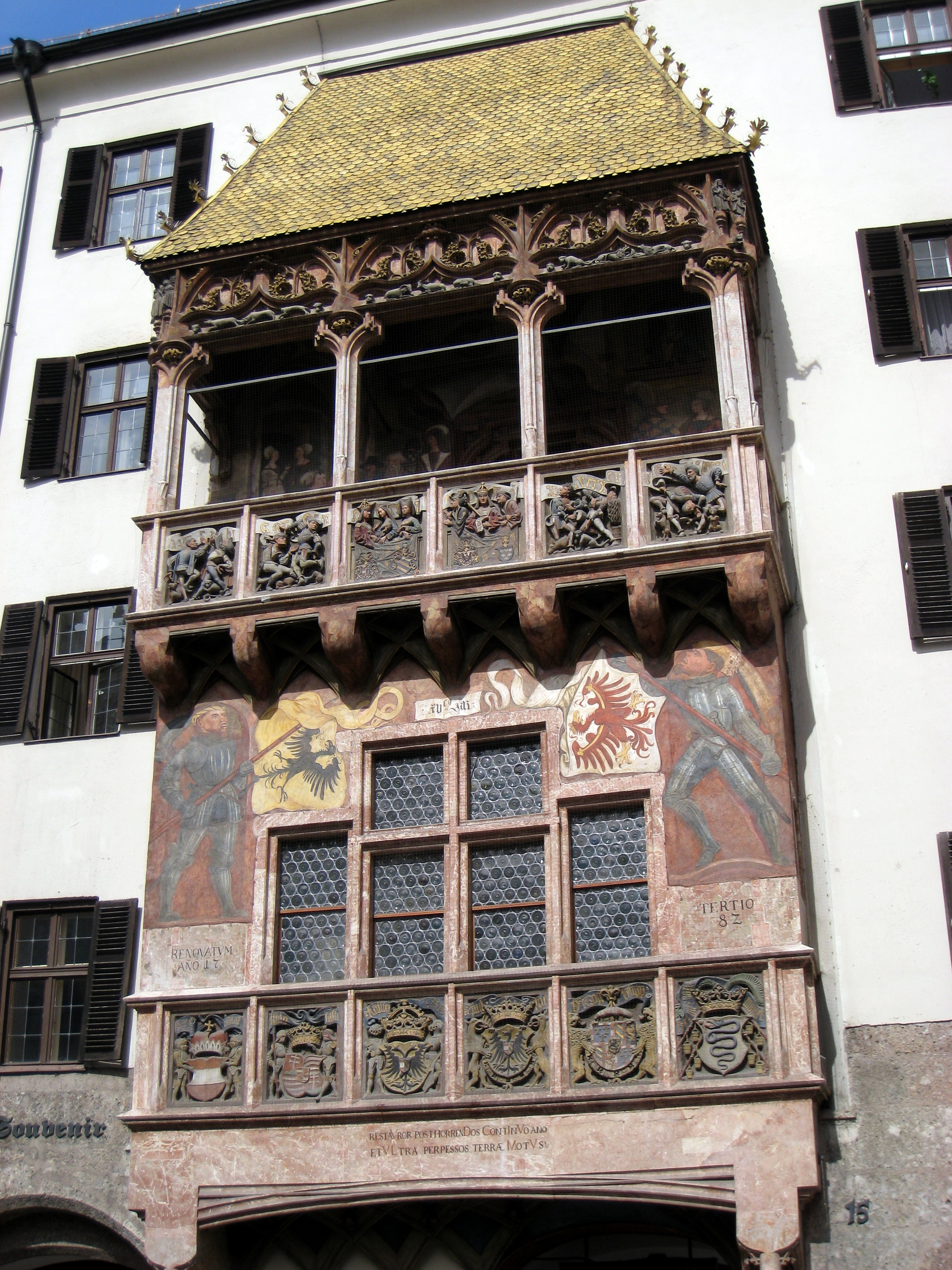
全体
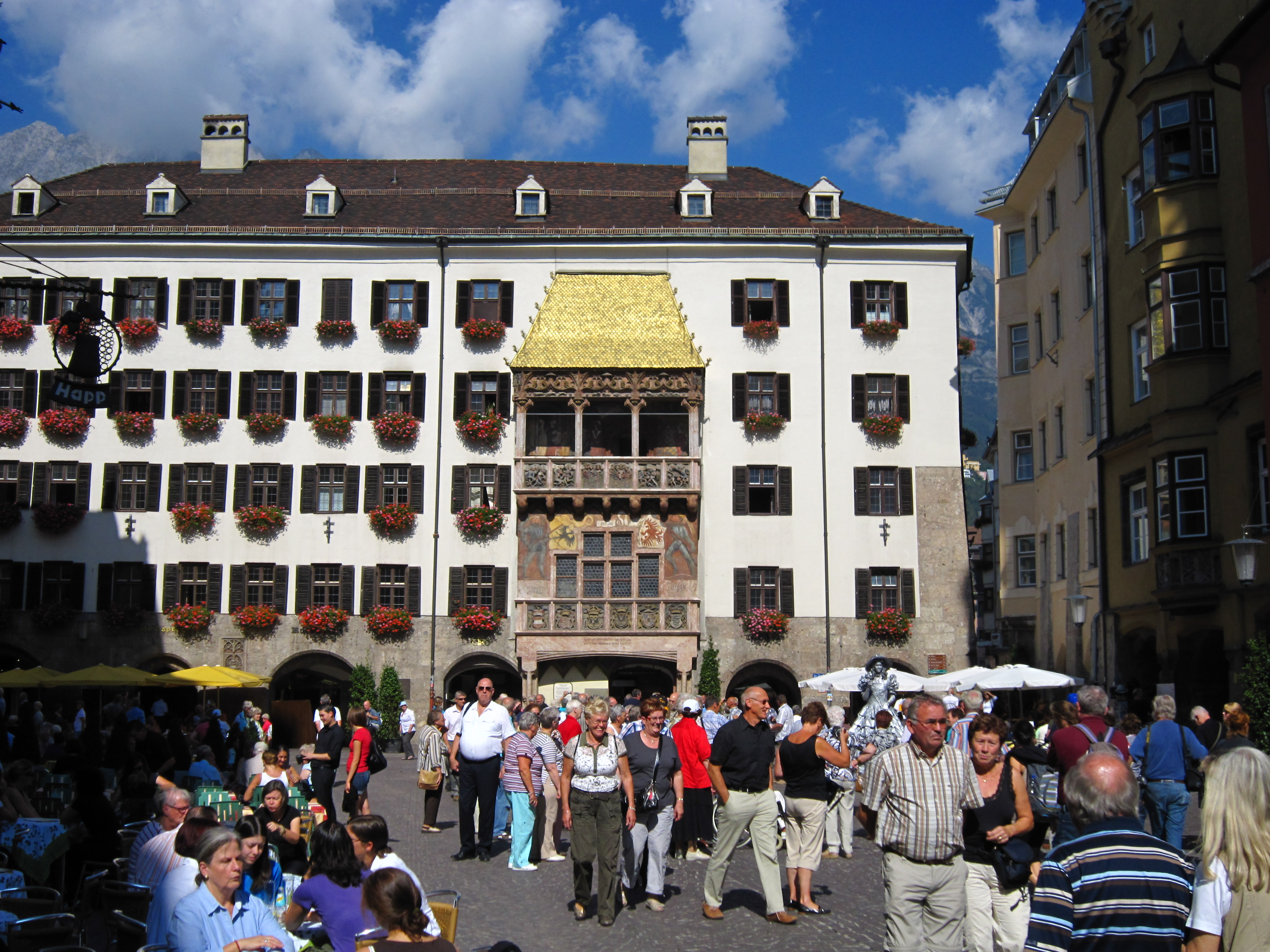
旧市街の広場から望む
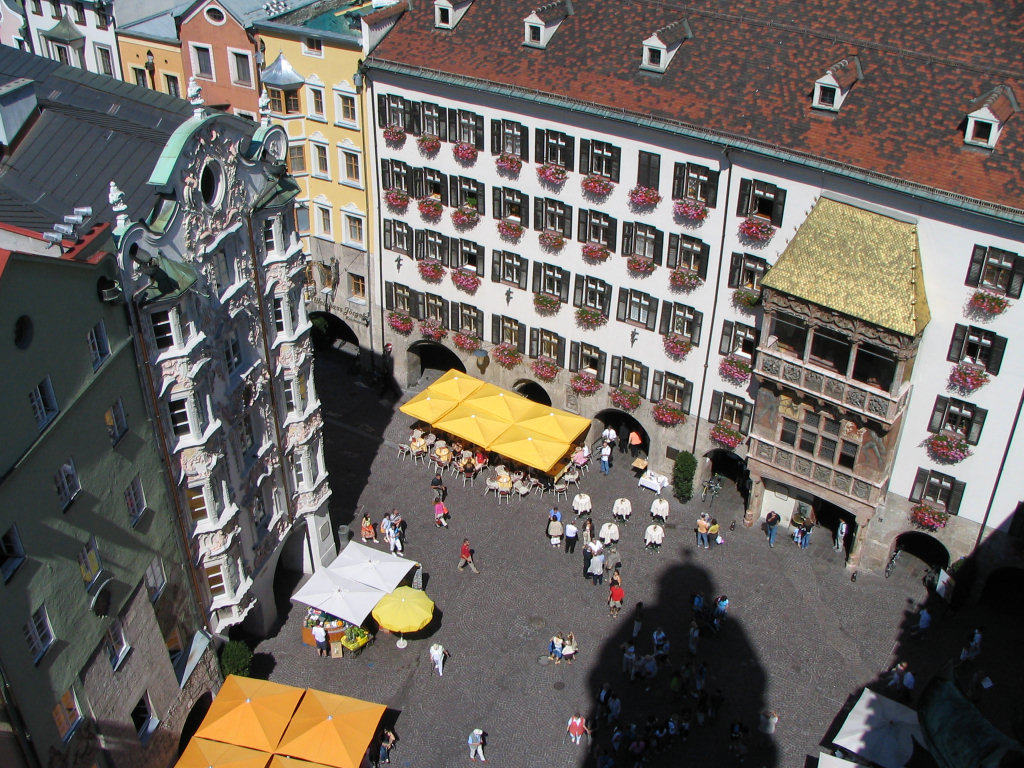
市の塔（ドイツ語版）から望む
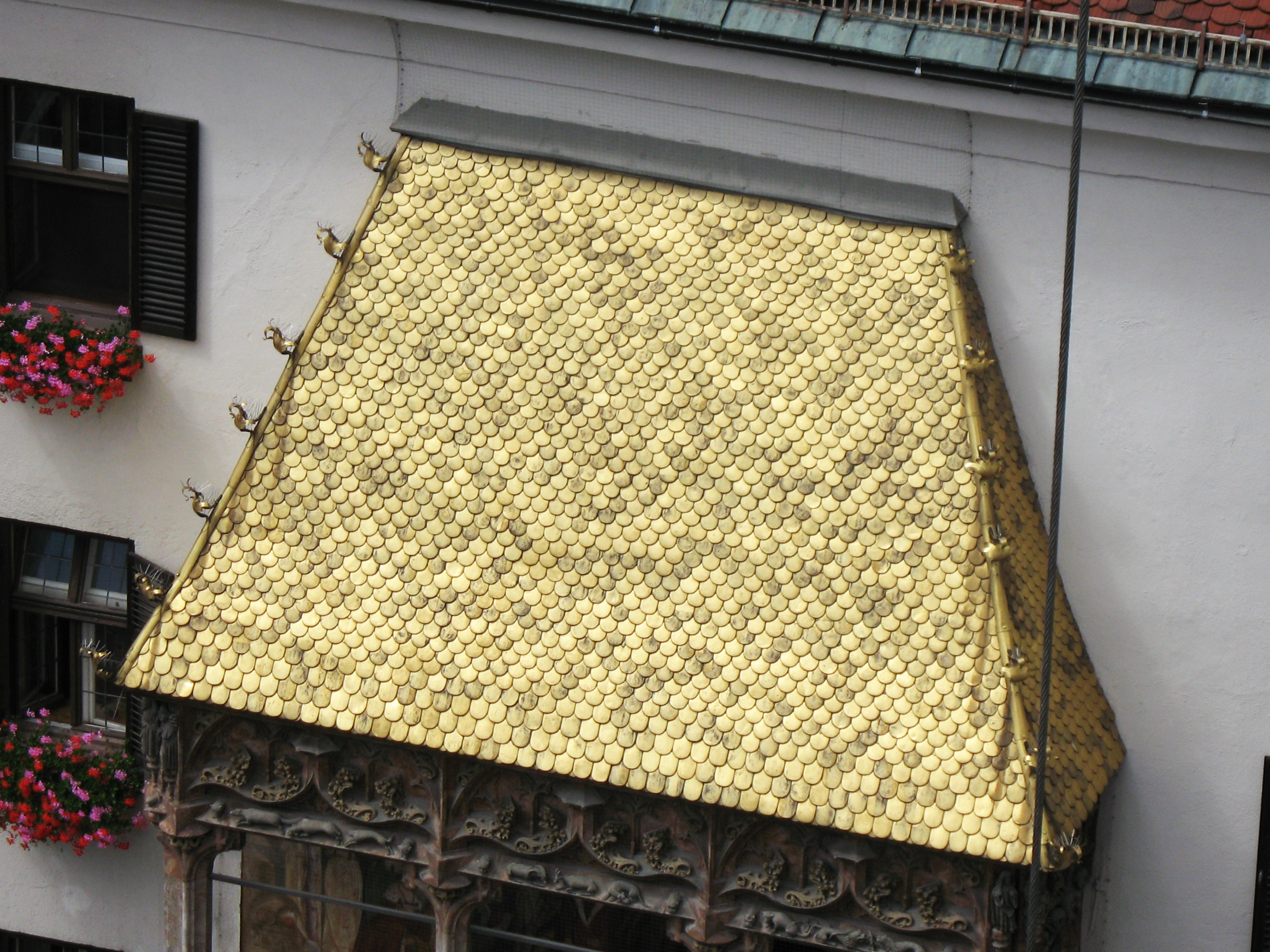
小屋根部分